# Szuha
Szuha ist eine ungarische Gemeinde im Kreis Bátonyterenye im Komitat Nógrád.

## Geschichte
Szuha wurde bereits 1441 urkundlich erwähnt.

## Sehenswürdigkeiten
- Römisch-katholische Kirche Kisboldogasszony, ursprünglich aus dem 15. Jahrhundert, neu errichtet 1768 (Barock)
- Szent-Imre-Statue (Szent Imre-szobor), erschaffen von László Koltai